# Ceratinopsis bona
Ceratinopsis bona là một loài nhện trong họ Linyphiidae.
Loài này thuộc chi Ceratinopsis. Ceratinopsis bona được Ralph Vary Chamberlin & Wilton Ivie miêu tả năm 1944.